# Najlepszy okręt Marynarki Wojennej
Najlepszy okręt Marynarki Wojennej – wyróżnienie przyznawane okrętom polskiej Marynarki Wojennej za wyniki w szkoleniu.
Okręty otrzymują nagrody przechodnie w postaci dzwonu okrętowego. Brak jest informacji o kontynuowaniu nadawania wyróżnienia po 2003 roku.
W okresie PRL przyznawano wyróżnienie jako tytuł przodującego okrętu Marynarki Wojennej; nadawane przez Komisję Przodownictwa i Współzawodnictwa Marynarki Wojennej. Osobno były nadawane tytuły przodującego okrętu II rangi i najlepszego okrętu Marynarki Wojennej. W latach 80. nadawano już zamiast tego tytuł najlepszego okrętu Marynarki Wojennej w grupie okrętów bojowych. Ponadto nadawano wyróżnienia przodującego okrętu w klasach okrętów (np. przodujący okręt podwodny) i w poszczególnych flotyllach.

## W grupie okrętów bojowych
(lista niepełna)
- 1951 - ORP Błyskawica[3]
- 1952 - ORP Sęp[4]
- 1953 - ORP Żbik[4]
- 1955 – ORP Krakowiak[5]
- 1956 – ORP Kurp[5]
- 1955 – ORP Mazur[5]
- 1958 – ORP Krakowiak[5]
- 1962 - ORP Grom[3]
- 1963 - ORP Orzeł[6]
- 1964 - ORP Błyskawica[3], ORP Bóbr, KT-84[7]
- 1965 - ORP Orzeł (292)[6]
- 1966 - ORP Błyskawica[3]
- 1967 - ORP Sokół (293)[8]
- 1968 - ORP Wicher[a][9]
- 1969 - ORP Sokół (293)[2]
- 1970 – ORP Bielik (295)[10]
- 1971 – ORP Bielik (295)[10]
- 1972 - ORP Orzeł (292)[6]
- 1973 - ORP Sokół (293)[2], ORP Warszawa[a][11]
- 1974 - ORP Sokół (293)[2]
- 1975 – ORP Bielik (295)[10]
- 1977 - ORP Orzeł (292)[6]
- 1978 - ORP Sokół (293)[2]
- 1983 - ORP Kondor[12]
- 1985 - ORP Zorza (proj. 912)[13]
- 1986 - ORP Sokół (293)[2]
- 1988 - ORP Metalowiec[1]
- 1992 - ORP Orzeł (291)[14].
- 1995 - ORP Kaszub[15]
- 1996 - ORP Metalowiec[1]
- 1997 - ORP Orzeł (291)[16]
- 1998 - ORP Orzeł (291)[17]
- 1999 - KP-171 proj. 918M[18]
- 2000 - ORP Mewa[19]

Od 2001 przyznawano z podziałem na jednostki o wyporności do 400 ton i powyżej 400 ton:
- 2001: ≤400t – ORP Nakło, >400t – ORP Czajka[20]
- 2002: ≤400t – ORP Orkan, >400t – ORP Orzeł (291)[21]
- 2003: ≤400t – ORP Piorun, >400t – ORP Sokół (294)[22]

## W grupie okrętów specjalnych
- 1970 – ORP Gryf[23]
- 1971 – ORP Gryf[23]
- 1976 - ORP Bałtyk
- 1982(?) - ORP Gniewko[b]
- 1984 - ORP Iskra[24]
- 1985 ..
- 1986 - ORP Heweliusz[25]
- 1987 - ORP Heweliusz[25]
- 1988 - ORP Iskra[24]
- 1989 - ORP Iskra[24]
- 1990 ..
- 1991 - ORP Kopernik[1]
- 1992 - ORP Iskra[24]
- 1993 - ORP Heweliusz[25]
- 1994 - ORP Iskra[24]
- 1995 ..
- 1996 - ORP Kopernik[1]
- 1997 - ORP Heweliusz[16]
- 1998 - ORP Hydrograf[17]
- 1999 - ORP Nawigator[18]
- 2000 - ORP Nawigator[19]

Od 2001 przyznawano wyróżnienie w grupie okrętów specjalnych i pomocniczych jednostek pływających

## Najlepsza pomocnicza jednostka pływająca
Przyznawane od 1996 do 2000 roku, nagrodę stanowiło przechodnie ozdobne koło sterowe:
- 1996 - holownik H-10[1]
- 1997 - ORP Gniewko[16]
- 1998 - ORP Gniewko[17]
- 1999 - ORP Maćko (R-15)[19]
- 2000 - ORP Maćko (R-15)[19]

## W grupie okrętów specjalnych i pomocniczych jednostek pływających
Od 2001, z podziałem na jednostki o wyporności do 200 ton i powyżej 200 ton
- 2001: ≤200t – motorówka M-1, >200t – ORP Nawigator[20]
- 2002: ≤200t – motorówka M-1, >200t – ORP Nawigator[21]
- 2003: ≤200t – motorówka M-1, >200t – ORP Arctowski[22]